# شذوذ بيلجر-هويت
شذوذ بيلجر-هويت (Pelger–Huët anomaly) هو اعتلال الصفيحة النووية الدموي المرتبط بمستقبل اللامين B حيث تحتوي عدة أنواع من خلايا الدم البيضاء (المتعادلات والحمضيات) على نوى ذات شكل غير عادي (تكون ذات فصوص ثنائية أو دمبل بدلاً من الشكل ثلاثي الفصوص الطبيعي وهيكل غير عادي (خشن ومتكتل). وهو اضطراب وراثي ذو نمط وراثة جسمية سائدة. تكون الزيجوت المتغايرة طبيعية سريريًا، على الرغم من أن المتعادلات الخاصة بها قد يتم الخلط بينها وبين خلايا غير ناضجة مما قد يسبب سوء المعاملة في البيئة السريرية. تميل الزيجوت المتماثلة إلى أن تحتوي على متعادلات ذات نوى مستديرة تعاني من بعض المشاكل الوظيفية.

شذوذ بيلجر-هويت له نمط وراثي جسمي سائد.